# I Want You (Bob-Dylan-Lied)
I Want You ist ein Folk-Rock-Song von Bob Dylan. Er wurde erstmals 1966 auf Blonde on Blonde veröffentlicht und ist in einer leicht gekürzten Fassung auch als Single erschienen. Eine deutlich langsamere Version findet sich auf dem Live-Album At Budokan (1978).

## Entstehung und Text
I Want You war, am 10. März 1966 in den Columbia Music Row Studios in Nashville, der letzte Song der für das Album Blonde on Blonde aufgenommen wurde. Außer Dylan waren an der Aufnahme die folgende Musiker beteiligt: Wayne Moss (Gitarre), Joe South (Bass), Al Kooper (Orgel), Henry Strzelecki (Piano) und Kenny Buttrey (Schlagzeug).
In dem Songtext finden sich, wie bei anderen Dylan-Songs dieser Periode, viele surrealistische Metaphern.
In der ersten Strophe wird das lyrische Ich von verschiedenen Personengruppen darum gebeten, die besungene Dame abzulehnen, worauf er erwidert, dass er nicht geboren worden sei, um sie zu verlieren (“But it’s not that way // I wasn’t born to lose you”). Im Refrain, der im Laufe des Songs insgesamt viermal gespielt wird, beteuert er, dass er sie so sehr will (“I want you so bad”).
Viele Fans und Kritiker haben sich mit der Deutung des Textes befasst. Der Song ist mit der Zeit zu einem Dylan-Klassiker geworden, der häufig auf Konzerten gespielt wurde. Auch wurde er häufig gecovert oder in Filmen und Fernsehserien gespielt.

## Rezeption
Seine beste Chartplatzierung erreichte das Stück im Juli 1966 mit Platz 20 der Billboard 100. Die Single war damit nicht so erfolgreich wie die vorangegangene, Rainy Day Women #12 & 35, die den zweiten Platz erreicht hatte. Aber I Want You verkaufte sich als Single besser als One of Us Must Know (Sooner or Later) und die folgende Single Just Like a Woman.